# San Marco 1
San Marco 1  également San Marco A est le premier satellite artificiel italien et le cinquième après Alouette 1 (Canada), Ariel 1 (Grande-Bretagne), Explorer I (États-Unis) et Spoutnik (Union soviétique). Il est lancé le 15 décembre 1964 par une fusée Scout de la NASA depuis la base de la NASA de Wallops Island. San Marco 1 est le premier des cinq satellites scientifiques du programme San Marco.

## Contexte
Les lancements des premiers satellites artificiels par l'Union soviétique et les États-Unis à la fin des années 1950 suscitent un grand intérêt dans la communauté scientifique. En Italie une Commissione per le Ricerche Spaziali (commission pour la recherche spatiale) est créée en 1959 au sein du Consiglio Nazionale delle Ricerche (Conseil National pour le Recherche) à l'initiative du physicien Edoardo Amaldi et de l'ingénieur aérospatial Luigi Broglio. Amaldi sera à l'origine de plusieurs institutions scientifiques européennes comme le CERN et l'ESRO. Broglio travaille à l'époque depuis une dizaine d'années sur les fusées et a créé le Centro di Ricerche Aerospaziali. Il sera considéré par la suite comme le père du programme spatial italien.
Dans le contexte de l'affrontement des deux superpuissances, la NASA souhaite assister les pays d'Europe de l'Ouest dans leur projet de développement de satellites scientifiques. En avril 1961 au cours d'une conférence annuelle du COSPAR qui a lieu à Florence, Broglio annonce à des représentants de la NASA qu'il souhaite développer des satellites scientifiques nationaux qui seraient lancés depuis une base italienne. Broglio propose à l'agence spatiale américaine de fournir le lanceur ainsi que de fournir aux techniciens italiens les connaissances nécessaires pour mener à bien un lancement. Le 31 août 1961 le gouvernement italien dirigé par Amintore Fanfani approuve le programme San Marco d'une durée de trois ans suggéré par Broglio qui a pour objectif la réalisation d'un satellite scientifique de 100 kg mis en orbite par un lanceur américain. Broglio a toute latitude pour négocier avec les dirigeants américains. Le 31 mai 1962 un accord est signé entre Broglio et Hugh Dryden, responsable adjoint de la NASA, qui fixe les contributions de chaque partie .

## Développement et lancement
Le premier satellite du programme, baptisé San Marco 1, est développé par les scientifiques membres de la Commissione per le Ricerche Spaziali. Il s'agit d'un prototype qui doit permettre la mise au point du satellite définitif qui sera lancé en avril 1967 sous l'appellation San Marco 2. San Marco 1 est placé en orbite le 15 décembre 1964 par une fusée Scout X4 de la NASA depuis la base de la NASA de Wallops Island. Il est injecté sur une orbite basse de 198 x 846 km avec une inclinaison de 37,8°.  Il s'agit du premier satellite d'un pays d'Europe occidentale. San Marco 1 fonctionne jusqu'à épuisement de ses batteries le 14 aout 1965. Il est détruit au cours de sa rentrée atmosphérique qui a lieu  le 13 septembre 1965.

## Caractéristiques techniques
Le satellite San Marco 1 est une sphère de 66 centimètres de diamètre qui emporte deux instruments scientifiques. Le premier est utilisé pour mesurer la densité de l'atmosphère à une altitude inférieure à 350 km, le second  mesure les irrégularités dans les concentrations d'électron en dessous de 200 km. La forme du satellite a été choisie pour que la mesure de la densité de l'air  ne soit pas perturbée lorsque l'orientation de l'engin spatial varie : celui-ci est en rotation autour d'un axe dont l'orientation n'était pas figée. Deux antennes de type dipôle de 5 mètres de long émergent depuis l'axe de rotation et sont utilisées pour mesurer les concentrations d'électrons. Elles sont rétractées lorsque des mesures de densité sont effectuées. Quatre antennes de 48 cm placés sur son équateur sont utilisées pour les échanges avec la Terre des commandes et des données télémétriques. Le satellite est couvert de bandes peintes alternativement blanches et noires pour le contrôle thermique. L'énergie est fournie par des batteries. Le satellite a une masse de 115 kg,.